# Draw Back Your Bow
Draw Back Your Bow es el séptimo episodio de la tercera temporada y quincuagésimo tercer episodio a lo largo de la serie estadounidense de drama y ciencia ficción, Arrow. El episodio fue escrito por Wendy Mericle y Beth Schwartz y dirigido por Rob Hardy. Fue estrenado el 19 de noviembre de 2014 en Estados Unidos por la cadena The CW.
Oliver debe detener a Carrie Cutter, una mujer que está obsesionada con la Flecha después de haberla salvado durante el ataque del ejército de Mirakuru y quien cree que la única manera de llegar a él es asesinando, ya que está convencida de que es su amor verdadero. Mientras tanto, Ray le pide a Felicity ser su cita en una cena de negocios, lo que mantiene a Oliver distraído de su búsqueda por Cutter. Por otra parte, Thea hace audiciones de DJ's para la reapertura del Verdant donde conoce a Chase, un chico confiado con el que inmediatamente choca. Finalmente, Diggle le pide a Oliver que aclare su situación con Felicity.

## Elenco
- Stephen Amell como Oliver Queen/la Flecha.
- Katie Cassidy como Laurel Lance (crédito solamente).
- David Ramsey como John Diggle.
- Willa Holland como Thea Queen.
- Emily Bett Rickards como Felicity Smoak.
- Colton Haynes como Roy Harper/Arsenal.
- John Barrowman como Malcolm Merlyn/Arquero Oscuro (crédito solamente).
- Paul Blackthorne como el capitán Quentin Lance.

## Continuidad
- El episodio marca la primera aparición de Digger Harkness y Chase.
- Lyla Michaels fue vista anteriormente en Corto Maltese.
- Thea Queen y Ray Palmer fueron vistos anteriormente en The Secret Origin of Felicity Smoak.
- Es el primer episodio de la temporada en el que Laurel Lance está ausente y el cuarto en la serie en general.
- Ray renombra Queen Consolidated como Palmer Technologies.
- Se revela que Oliver salvó a Cutter cuando la ciudad estuvo sitiada por los hombres de Slade en Streets of Fire.
- Carrie Cutter descubre la localización de la base de operaciones del vigilante.
- Oliver descubre a Felicity y Ray besándose.
- Se revela que Isaac Stanzler fue asesinado por Cupido.

## Desarrollo

### Producción
La producción de este episodio comenzó el 8 de septiembre y terminó el 16 de septiembre de 2014.

### Filmación
El episodio fue filmado del 17 de septiembre al 26 de septiembre de 2014.

### Casting
El 5 de septiembre se dio a conocer que Austin Butler fue elegido para interpretar a Chase, un DJ y nuevo interés amoroso de Thea. El 16 de septiembre se informó Nick Tarabay fue contratado para dar vida a Digger Harkness, un exagente de A.R.G.U.S. entrenado en artes marciales y espionaje, que busca venganza en contra de la organización.